# Segundo de Asti
Segundo de Asti (en italiano, Secondo di Asti; f. 119) es venerado como un mártir y santo. Hasta el siglo XV, su festividad en Asti se hacía el 30 de marzo, pero ahora se celebra allí el primer martes de mayo. Fue una figura histórica que fue decapitada en Asti en tiempos de Adriano. Se dice que fue un Patricio de Asti y un subalterno oficial del ejército imperial romano. Una iglesia fue dedicada en su honor en el área desde el siglo IX

## Leyenda
Muchas leyendas rodean la figura de San Segundo, como miembro de la Legión Tebana. Una de las más elaboradas es la que nos muestra a Segundo como un joven de noble linaje que visitó las cárceles de Asti. Segundo era amigo de Sapricio (Saprizio), prefecto de la ciudad. Viajaron juntos a la ciudad de Tortona, donde se reunió con el primer obispo de la ciudad, Marciano, que más tarde fue martirizado en tiempos de Adriano. El encuentro de Secundo con Marciano influyó en su decisión de convertirse al cristianismo, y su encuentro con Faustino y Jovita influyó en su conversión. Su amigo Sapricio trató de hacerle abjurar de su fe recién descubierta. Pero Segundo se negó, y fue torturado y decapitado.

## Veneración
El códice llamado Codice della Catena representa los Santos Solutor, Máximo de Turín, Juan Bautista, y Segundo de Asti. Las pintura de Bernardo Strozzi más conocida es San Secundo y Angel sobre el 1640